# Kandahár (provincie)
Kandahár (paštunsky د کندهار ولايت‎, persky ولایت قندهار‎) je jedna z největších afghánských provincií. Leží mezi provinciemi Hilmand, Orúzgán a Zábul. Hlavním městem kandahárské provincie je město Kandahár. V provincii žije zhruba přes 890 000, přičemž jen 300 000 žije v hlavním městě. Provincie se dělí na 16 okresů.